# Новомаячковский поселковый совет
Новомаячковский поселковый совет (укр. Новомаячківська селищна рада) — входит в состав
Алёшковского района
Херсонской области
Украины.
Административный центр поселкового совета находится в 
пгт Новая Маячка.

## Населённые пункты совета
- пгт Новая Маячка